# Isamu Sonoda
Isamu Sonoda (* 4. listopadu 1946 Janagawa, Japonsko) je bývalý japonský zápasník–judista, olympijský vítěz z roku 1976.

## Sportovní kariéra
Vrcholově se začal připravovat na Fukuocké vysoké technické škole. Po skončení studií byl nejprve zaměstnancem rafinérní společnosti Maruzen (dnes Cosmo) a později působil u fukuocké policie. V japonské seniorské reprezentaci se pohyboval od svých dvaceti let. Startoval ve střední váze tehdy do 80 kg, ve které však nebyl dlouhodobou japonskou jedničkou. Na začátku sedmdesátých let byl až třetí vzadu za Šinobu Sekinem a Šózó Fudžiim. V roce 1972 prohrál nominaci na olympijské hry v Mnichově se Sekinem. V roce 1976 však v nominaci na olympijské hry v Montréalu uspěl na úkor Šózó Fudžiiho. Oprávněnost nominace potvrdil postupem do finále, ve kterém porazil Sověta Valerije Dvojnikova a získal zlatou olympijskou medaili. Jako střední váha se pravidelně účastnil japonského mistrovství bez rozdílu vah, kde se v letech 1969 a 1970 probil do semifinále. Sportovní kariéru ukončil na konci sedmdesátých let. Věnoval se trenérské práci, specializoval se na ženské judo.
Isamu Sonoda byl levoruký na svou dobu velice rychlý judista, u kterého převládaly techniky aši waza – o-uči-gari, o-soto-gari, uči-mata apod. Boji na zemi se úspěšně vyhýbal.

## Výsledky

### Váhové kategorie
| Turnaj               | 1966         | 1967         | 1968         | 1969         | 1970         | 1971         | 1972         | 1973         | 1974         | 1975         | 1976         | 1977         | 1978         |
| Turnaj               | 20           | 21           | 22           | 23           | 24           | 25           | 26           | 27           | 28           | 29           | 30           | 31           | 32           |
| Turnaj               | střední váha | střední váha | střední váha | střední váha | střední váha | střední váha | střední váha | střední váha | střední váha | střední váha | střední váha | střední váha | střední váha |
| -------------------- | ------------ | ------------ | ------------ | ------------ | ------------ | ------------ | ------------ | ------------ | ------------ | ------------ | ------------ | ------------ | ------------ |
| Olympijské hry       |              |              |              |              |              |              | —            |              |              |              | 1.           |              |              |
| Mistrovství světa    |              | —            |              | 1.           |              | —            |              | 2.           |              | —            |              |              |              |
| Univerziáda          |              | 1.           |              |              |              |              |              |              |              |              |              |              |              |
| Akademické MS        | 1.           |              | —            |              | —            |              | —            |              | —            |              | —            |              | —            |
| Mistrovství Japonska | ?            |              | 2.           | 1.           | 1.           | 3.           | 1.           |              | 3.           | 2.           | 1.           | 1.           | 2.           |